# بطولة آسيا للرماية 2023
بطولة آسيا للرماية 2023 كانت بطولة رياضية دولية للرماية أقيمت بمدينة تشانغوون في كوريا الجنوبية خلال الفترة ما بين يومي 22 أكتوبر (تشرين الأول) 2023 و2 نوفمبر (تشرين الثاني) 2023، وقد كانت هذه البطولة بمثابة البطولة الآسيوية المؤهلة لدورة الألعاب الأولمبية الصيفية 2024 في باريس.
أقيمت بطولة آسيا للرماية 2023، وهي النُسخة الخامسة عشرة من بطولة آسيا للرماية، على ميدان الرماية بمدينة تشانغوون في كوريا الجنوبية بمشاركة 813 رام ورامية مثلوا 30 دولة آسيوية، وتنافسوا في 102 منافسة، منها 46 مُنافسة خُصصت لفئة الكبار، و46 منافسة خُصصت لفئة الناشئين، و10 منافسات خُصصت لفئة الشباب، وقد تضمنت هذه المنافسات 46 منافسة فردية و46 منافسة للفرق، و10 منافسات مختلطة.

## الميداليات

### منافسات الرجال
| المنافسة                                                                                  | الذهبية                                                                    | الفضية                                                         | البرونزية                                                      |
| ----------------------------------------------------------------------------------------- | -------------------------------------------------------------------------- | -------------------------------------------------------------- | -------------------------------------------------------------- |
| الرماية بالمسدس الهوائي لمسافة 10 متر                                                     | تشانغ ييفان · الصين                                                        | ليو جينياو · الصين                                             | سارابجوت سينغ · الهند                                          |
| الرماية بالمسدس الهوائي لمسافة 10 متر للفرق                                               | الصين · ليو جينياو · تشانغ بوين · تشانغ ييفان                              | كوريا الجنوبية · هونغ سو هيون · لي وون هو · ليم هو جين         | فيتنام · لاي كونغ مينه · فام كوانغ هوي · فان كونغ مينه         |
| الرماية بالمسدس الأولمبي السريع لمسافة 25 متر                                             | لي غون هيوك · كوريا الشمالية                                               | داي يوشيوكا · اليابان                                          | أنيش بهانوالا · الهند                                          |
| الرماية بالمسدس الأولمبي السريع لمسافة 25 متر للفرق                                       | الصين · لي يوهونغ · ليو يانغبان · وانغ شينجيه                              | كوريا الجنوبية · هونغ سوك جين · لي غون هيوك · سونغ جونغ هو     | الهند · أنيش بهانوالا · فيجايفير سيدو · أدارش سينغ             |
| الرماية بالمسدس القياسي لمسافة 25 متر                                                     | يون جاي يون · كوريا الجنوبية                                               | وانغ شينجيه · الصين                                            | غون هيوك · كوريا الجنوبية                                      |
| الرماية ببندقية هوائية 10 متر                                                             | شينغ ليهاو · الصين                                                         | أرجون بابوتا · الهند                                           | ناويا اوكادا · اليابان                                         |
| الرماية ببندقية هوائية 10 متر للفرق                                                       | الهند · أرجون بابوتا · هريداي هازاريكا · ديفيانش سينغ بانوار               | الصين · جاو تشيانغ · شنغ ليهاو · يو هاونان                     | اليابان · ماسايا إندو · ناويا اوكادا · أتسوشي شيمادا           |
| الرماية بالبندقية عيار صغير في وضع الانبطاح لمسافة 50 متر                                 | كونستانتين مالينوفسكي · كازاخستان                                          | حسين باراي زاهد · الهند                                        | دو لينشو · الصين                                               |
| الرماية بالبندقية عيار صغير في وضع الانبطاح لمسافة 50 متر للفرق                           | كازاخستان · كونستانتين مالينوفسكي · إسلام ساتباييف · يوري يوركوف           | الصين · دو لينشو · تيان جيا مينغ · يو هاو                      | كوريا الجنوبية · كيم جونغ هيون · كوون جون تشيول · مو داي سيونج |
| الرماية بالبندقية عيار صغير ثلاثة أوضاع (الوقوف، نصف الجثو، الانبطاح) لمسافة 50 متر       | ايشواري براتاب سينغ تومار · الهند                                          | تيان جيامينغ · الصين                                           | دو لينشو · الصين                                               |
| الرماية بالبندقية عيار صغير ثلاثة أوضاع (الوقوف، نصف الجثو، الانبطاح) لمسافة 50 متر للفرق | الصين · دو لينشو · تيان جيا مينغ · يو هاو                                  | الهند · سوابنيل كوسال · أخيل شوران · ايشواري براتاب سينغ تومار | اليابان · تاكايوكي ماتسوموتو · ناويا اوكادا · أتسوشي شيمادا    |
| الرماية ببندقية صيد بالتصويب على هدف على مسافة 10 متر                                     | أسعد بك نزيركوليف · كازاخستان                                              | كواك يونج بن · كوريا الجنوبية                                  | نجوين تون آنه · فيتنام                                         |
| الرماية ببندقية صيد بالتصويب على هدف متحرك على مسافة 10 متر - مختلط                       | كواك يونج بن · كوريا الجنوبية                                              | جيونج يو جين · كوريا الجنوبية                                  | ها كوانج تشول · كوريا الجنوبية                                 |
| الرماية ببندقية صيد حفرة أولمبية                                                          | تشي ينغ · الصين                                                            | سعيد أبو شارب · قطر                                            | بابك يجانه · إيران                                             |
| الرماية ببندقية صيد حفرة أولمبية للفرق                                                    | قطر · سعيد ابو شارب · راشد حمد العذبة · محمد الرميحي                       | الهند · كينان تشيناي · زورافار سينغ ساندو · بريثفيراج تونديمان | إيران · محمد بيرانفاند · محمد حسين بارفاريشنيا · باباك يجانه   |
| الرماية ببندقية صيد سكيت                                                                  | راشد صالح العذبة · قطر                                                     | كيم مين سو · كوريا الجنوبية                                    | لي منغ يوان · تايوان                                           |
| الرماية ببندقية صيد سكيت للفرق                                                            | الهند · أنجاد فير سينغ باجوا · جورجوات سينغ خانجورا · أنانتجيت سينغ ناروكا | كوريا الجنوبية · تشو مين كي · هوانج جونج سو · كيم مين سو       | كازاخستان · الكسندر محمدييف · الكسندر يتشينكو · إدوارد يتشينكو |

### منافسات السيدات
| المنافسة                                                                                      | الذهبية                                                   | الفضية                                                         | البرونزية                                                              |
| --------------------------------------------------------------------------------------------- | --------------------------------------------------------- | -------------------------------------------------------------- | ---------------------------------------------------------------------- |
| الرماية بالمسدس الهوائي لمسافة 10 متر                                                         | أوه يي جين · كوريا الجنوبية                               | جيانغ رانكسين · الصين                                          | ترانه ثو فينه · فيتنام                                                 |
| الرماية بالمسدس الهوائي لمسافة 10 متر للفرق                                                   | كوريا الجنوبية · ليو هنغ يو · وو تشيا يينغ · يو آي ون     | تايبيه الصينية · ليو هنغ يو · وو تشيا يينغ · يو آي ون          | الصين · جيانغ رانكسين · لي شيويه · لو كايمان                           |
| الرماية بالمسدس لمسافة 25 متر                                                                 | ليو روي · الصين                                           | هنية رستميان · إيران                                           | تشاو نان · الصين                                                       |
| الرماية بالمسدس لمسافة 25 متر للفرق                                                           | الصين · فنغ سيكسوان · ليو روي · تشاو نان                  | الهند · مانو بهاكر · ريثم سانجوان · إيشا سينغ                  | تايبيه الصينية · تيان شيا تشن · تو يي يي-تزو · وو تشيا يينغ            |
| الرماية ببندقية هوائية 10 متر                                                                 | كوون إيون جي · كوريا الجنوبية                             | تيلوتاما سين · الهند                                           | راميتا جيندال · الهند                                                  |
| الرماية ببندقية هوائية 10 متر للفرق                                                           | الصين · هان جيايو · هوانغ يوتينج · وانغ تشيلين            | سنغافورة · فيرنيل تان · ناتانيا تان · مارتينا فيلوسو           | الهند · راميتا جيندال · شريانكا سادانجي · تيلوتاما سين                 |
| الرماية ببندقية من عيار صغير في وضع الانبطاح لمسافة 50 متر                                    | لي إيون سيو · كوريا الجنوبية                              | أرينا ألتوخوفا · كازاخستان                                     | شيا سيو · الصين                                                        |
| الرماية ببندقية من عيار صغير في وضع الانبطاح لمسافة 50 متر للفرق                              | كوريا الجنوبية · تشوي يي لين · كيم بو كيونغ · لي إيون سيو | الصين · هان جيايو · شيا سيو · تشانغ تشيونغيو                   | كازاخستان · أرينا ألتوخوفا · يليزافيتا بيزروكوفا · الكسندرا لو         |
| الرماية ببندقية من عيار صغير في ثلاثة أوضاع (الوقوف، نصف الجثو، الانبطاح) لمسافة 50 متر       | لي إيون سيو · كوريا الجنوبية                              | هان جيايو · الصين                                              | شيا سيو · الصين                                                        |
| الرماية ببندقية من عيار صغير في ثلاثة أوضاع (الوقوف، نصف الجثو، الانبطاح) لمسافة 50 متر للفرق | الهند · آشي تشوكسي · أيوشي بودر · شريانكا سادانجي         | كازاخستان · أرينا ألتوخوفا · يليزافيتا بيزروكوفا · الكسندرا لو | كوريا الجنوبية · باي سانغ هي · كيم جي هي · لي إيون سيو                 |
| الرماية ببندقية صيد على هدف متحرك لمسافة 10 متر                                               | زوخرة إيرنازاروفا · كازاخستان                             | نجوين ثو ثو هونغ · فيتنام                                      | الكسندرا سادواكاسوفا · كازاخستان                                       |
| الرماية ببندقية صيد على هدف متحرك لمسافة 10 متر - مختلط                                       | أمل محمد · قطر                                            | الكسندرا سادواكاسوفا · كازاخستان                               | زوخرة إيرنازاروفا · كازاخستان                                          |
| الرماية ببندقية صيد حفرة أولمبية                                                              | راي باسيل · لبنان                                         | تشو سيون آه · كوريا الجنوبية                                   | وانغ شياو جينغ · الصين                                                 |
| الرماية ببندقية صيد حفرة أولمبية للفرق                                                        | الصين · لي تشينغ نيان · وانغ شياو جينغ · تشانغ شينكيو     | كوريا الجنوبية · تشو سيون آه · كيم بو كيونغ · لي بو نا         | كازاخستان · ماريا دميترينكو · آيزهان دوسماغامبيتوفا · نرجيزا سارمانوفا |
| الرماية ببندقية صيد سكيت                                                                      | وي منغ · الصين                                            | جاو جينمي · الصين                                              | جيانغ ييتينج · الصين                                                   |
| الرماية ببندقية صيد سكيت للفرق                                                                | الصين · جاو جينمي · جيانغ ييتينغ · وي منغ                 | كازاخستان · زويا كرافشينكو · عاصم اورينباي · أولغا بانارينا    | تايلاند · إيسارابا إمبراسيرتسوك · سوتيا جيوتشالوميت · نوتشيا سوتاربورن |

### المنافسات المختلطة
| المنافسة                                    | الذهبية                                     | الفضية                                      | البرونزية                                                                              |
| ------------------------------------------- | ------------------------------------------- | ------------------------------------------- | -------------------------------------------------------------------------------------- |
| الرماية بالمسدس الهوائي لمسافة 10 متر للفرق | الصين · ليو جينياو · لي شيويه               | الهند · سارابجوت سينغ · سوربي راو           | كوريا الجنوبية · لي وون هو · كيم بو مي · فيتنام · لاي كونغ مينه · نجوين ثوي ترانج      |
| الرماية ببندقية هوائية 10 متر للفرق         | الصين · يو هاونان · هان جيايو               | الهند · ديفيانش سينغ بانوار · راميتا جيندال | كوريا الجنوبية · بارك ها جون · كوون إيون جي · كازاخستان · إسلام ساتباييف · الكسندرا لو |
| الرماية ببندقية صيد حفرة أولمبية للفرق      | الهند · بريثفيراج تونديمان · مانيشا كير     | كوريا الجنوبية · آهن داي ميونغ · لي بو نا   | الصين · تشي ينغ · لي تشينغ نيان · الكويت · طلال الرشيدي · سارة الحول                   |
| الرماية ببندقية صيد سكيت للفرق              | الهند · أنانتجيت سينغ ناروكا · دارشنا راثور | الكويت · عبدالله الرشيدي · ايمان الشماع     | الصين · وو يونشيوان · جاو جينمي · قطر · راشد صالح العذبة · ريم الشرشني                 |

## ترتيب الفرق المشاركة
*   البلد المضيف (مضيف)
| المرتبة | فريق           | ذهبية | فضية | برونزية | المجموع |
| ------- | -------------- | ----- | ---- | ------- | ------- |
| 1       | الصين          | 14    | 9    | 10      | 33      |
| 2       | كوريا الجنوبية | 9     | 9    | 6       | 24      |
| 3       | الهند          | 6     | 8    | 5       | 19      |
| 4       | كازاخستان      | 4     | 4    | 6       | 14      |
| 5       | قطر            | 3     | 1    | 1       | 5       |
| 6       | لبنان          | 1     | 0    | 0       | 1       |
| 7       | فيتنام         | 0     | 1    | 4       | 5       |
| 8       | اليابان        | 0     | 1    | 3       | 4       |
| 9       | إيران          | 0     | 1    | 2       | 3       |
| 9       | تايبيه الصينية | 0     | 1    | 2       | 3       |
| 11      | الكويت         | 0     | 1    | 1       | 2       |
| 12      | سنغافورة       | 0     | 1    | 0       | 1       |
| 13      | تايلاند        | 0     | 0    | 1       | 1       |
| المجموع | المجموع        | 37    | 37   | 41      | 115     |